# Albert Trotet
Albert Trotet, né le 22 mai 1937 à Saint-Pierre (Île de La Réunion) et mort le 18 juin 2022 à Saint-Denis (Île de La Réunion), est un écrivain et photographe français.

## Œuvres
- Guide touristique de la Réunion, Éditions Nid, 1976[1]
- Guide touristique de la Réunion, Éditions Nid, 1978[2]
- Tourist guide to Réunion Island, Éditions Nid, 1979[3]
- Guide touristique de la Réunion, Éditions Azalées, 1984[4]
- Notre-Dame de la Délivrance : 1997, année du centenaire de son achèvement[5]
- Guide des restaurants de l'Ile de la Réunion - année 2000, Éditions Azalées, 2000[6]
- Guide des restaurants de l'Ile de la Réunion - année 2001, Éditions Azalées, 2001[7]
- Guide des restaurants de l'Ile de la Réunion - année 2002, Éditions Azalées, 2002[8]
- Guide des restaurants de l'Ile de la Réunion - année 2004, Éditions Azalées, 2003[9]
- Guide des restaurants de l'Ile de la Réunion - année 2005, Éditions Azalées, 2005[10]
- Historique du nom des rues de Saint-Denis, Éditions Azalées, 2004[11],[12],[13],[14]
- Kréol graffiti, Éditions Azalées, 2008[15]
- Flâneries dyonysiennes, Éditions Azalées
- Beautés des églises réunionnaises, Éditions Azalées, 2009[16]
- Plan de l'agglomération de Saint-Denis, Éditions Nid puis Éditions Azalées, 1978 - 1984 - 1999 - 2002 - 2006 - 2008[17]
- Plan de l'agglomération de Saint-Pierre, Éditions Azalées, 1980[18]
- Plan de l'agglomération et du réseau d'autobus de Saint-Denis (Ile de la Réunion), Éditions Azalées, 1988[19]
- Plans de La Possession, La Rivière des Galets, Le Port, Sainte-Thérèse : Île de La Réunion, Éditions Azalées, 1998[20]
- Plan de Saint-Paul et de Saint-Gilles, Éditions Azalées, 2001[21]
- Plans de Bras-Creux, Condé, Le Tampon, Piton Hyacinthe, Plaine des Cafres, Quatorzième, Quatre Cents, Trois Mares : Île de La Réunion, Éditions Azalées, 2002[22]
- Plans de Bois de Nèfles Cocos - La Rivière ; L'Étang-Salé les Hauts ; Saint-Louis : Île de la Réunion, Éditions Azalées, 2010[23]
- Plans de Bras Fusil, Bras Panon, Champ Borne, La Cressonnière, Petit Bazar, Saint-André, Saint-Benoit, Éditions Azalées, 2010[24]
- L'île de la Réunion d'église en église, 2015[25]